# نیویورک

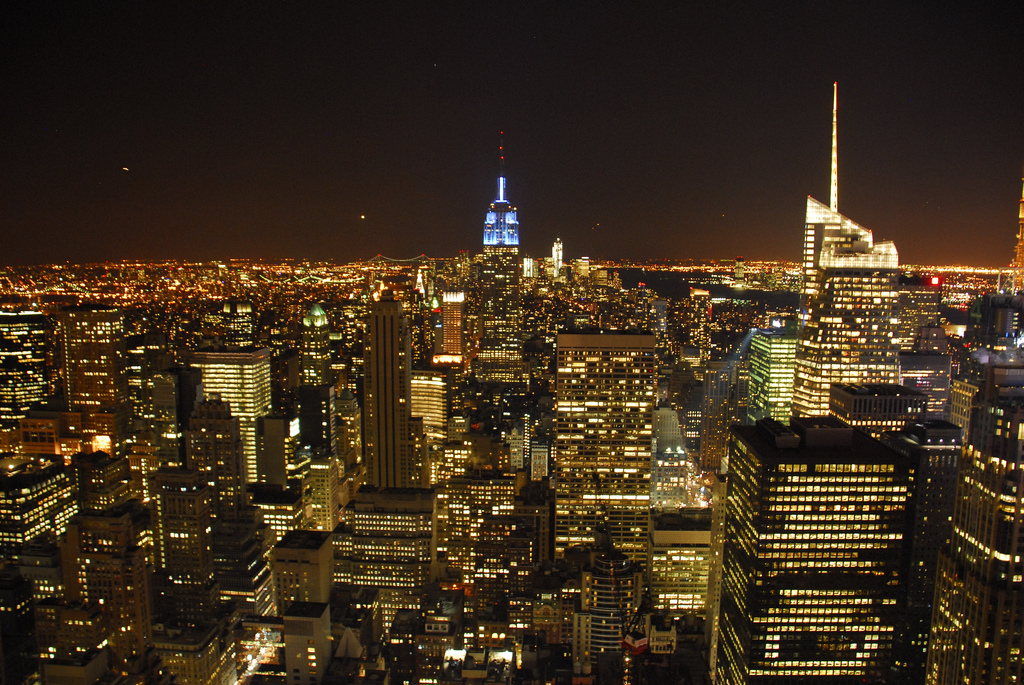
نمایی از نیویورک

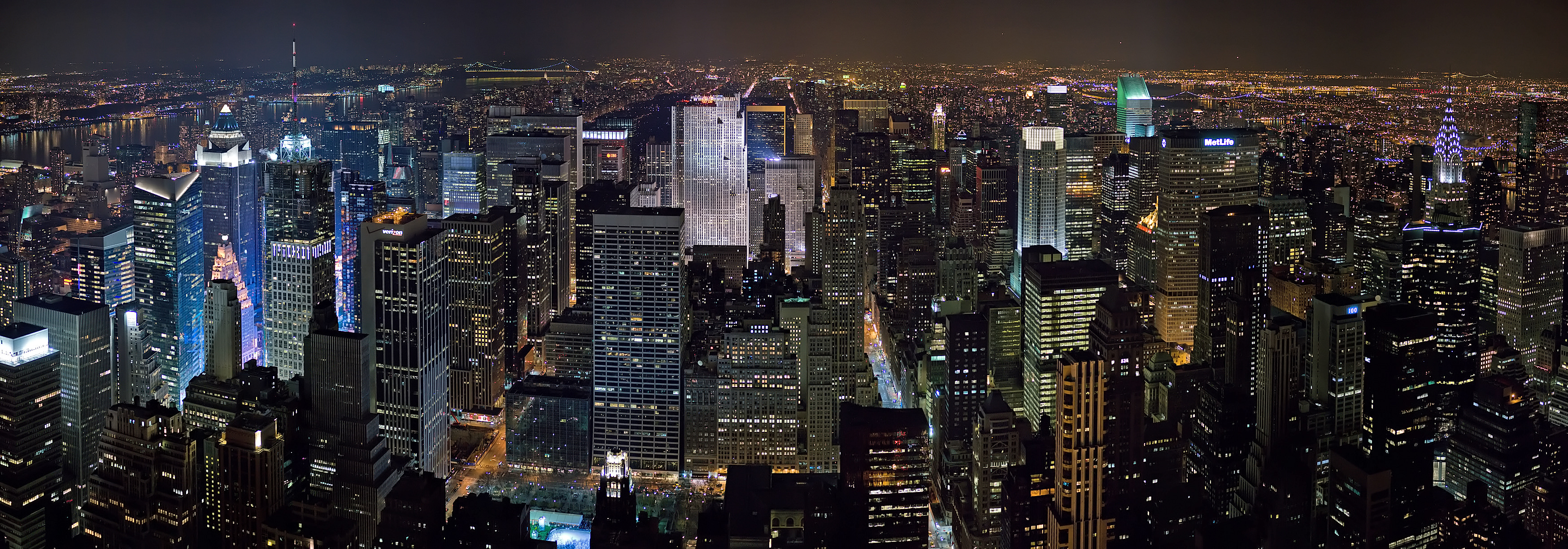
نمایی از منطقهٔ منهتن شهر نیویورک در سال ۲۰۰۶

نیویورک (به انگلیسی: New York) یا نیویورک سیتی (به انگلیسی: New York City) (مخفف انگلیسی: NYC) پرجمعیت‌ترین شهر ایالت نیویورک و ایالات متحده آمریکا است. نیویورک از ۵ ناحیه شامل برانکس، بروکلین، منهتن، کویینز و استتن آیلند تشکیل شده است. مناطق کویینز و بروکلین دارای پایین‌ترین سطح رفاه و کیفیت زندگی و مناطق منهتن و برانکس دارای بیشترین سطح توسعه‌یافتگی، رفاه و کیفیت زندگی هستند. این شهر یکی از قطب‌های فرهنگی، سیاسی و اقتصادی جهان است. عده‌ای به‌دلیل اهمیت سیاسی، اقتصادی و فرهنگی منحصربه‌فرد نیویورک، این شهر را پایتخت جهان نامیده‌اند. برمبنای آخرین داده‌های دقیق جغرافیایی بیشترین درازای شهر نیویورک ۵۸ کیلومتر و بیشترین درازای کلانشهر نیویورک، ۲۱۱ کیلومتر بوده است که آن را به وسیع‌ترین کلان‌شهر در جهان تبدیل کرده است. البته با منطقه کلان‌شهری که شامل نیوجرسی و کنتیکت نیز شود؛ ۳۱۱ کیلومتر درازا دارد. نیویورک تا سال ۱۶۶۴، نیو آمستردام نام داشت. ابرشهر نیویورک با مساحت ۸٫۶۸۳ کیلومتر مربع، وسیع‌ترین شهر ایالات متحده آمریکا و وسیع‌ترین منطقهٔ شهری در جهان است. در میان شهرهای بزرگ جهان، تولید ناخالص داخلی نیویورک در زمرهٔ بیشترین‌ها قرار دارد که از نظر ارزش اسمی، می‌توان به تنهایی آن را با کشور بزرگی مثل روسیه مقایسه کرد.
شهر نیویورک با داشتن ۲۷۴ آسمان‌خراش با ارتفاع بیش از ۱۵۰ متر، پس از هنگ کنگ بیشترین تعداد آسمان‌خراش را در میان شهرهای دنیا دارا است. مطابق آمار سال ۲۰۰۷، نیویورک با احتساب حومه، جمعیتی قریب به ۲۰ میلیون نفر دارد. قطار شهری نیویورک که در سال ۱۹۰۴ افتتاح شد، بیشترین ایستگاه‌های متروی جهان را داراست. بازار بورس نیویورک، بزرگ‌ترین بازار بورس جهان در معاملات دلاری است که در خیابان وال استریت قرار دارد.
مرکز اصلی سازمان ملل متحد در کلان‌شهر نیویورک و همچنین مجسمه آزادی، مهم‌ترین نماد ایالات متحده آمریکا در نیویورک واقع شده است.

1: منهتن 2: بروکلین 3: کویینز 4: برانکس 5: استیتن آیلند

نیویورک یکی از شهرهای مهاجرپذیر ایالات متحده آمریکا است. در سال ۲۰۱۸، لاتینوها ۲۴٪ از جمعیت منطقهٔ کلان‌شهری نیویورک را تشکیل می‌دادند. به ترتیب ۲۷ و ۲۱ درصد از جمعیت لاتین این منطقه از تبار پورتوریکویی و دومینیکنی هستند.

## تاریخچه نیویورک
نیویورک سیتی تاریخ غنی و پر جنب و جوشی دارد که به اوایل قرن ۱۷ میلادی برمی‌گردد. این منطقه در ابتدا توسط قبایل بومی آمریکا ساکن بود و اولین بار در سال ۱۵۲۴ توسط اروپایی‌ها مورد کاوش قرار گرفت. در سال ۱۶۲۴، هلندی‌ها یک مستعمره به نام نیو آمستردام در نوک جنوبی جزیره منهتن تأسیس کردند. این مرکز تجاری به سرعت اهمیت زیادی پیدا کرد.
در سال ۱۶۶۴، انگلیسی‌ها کنترل را به دست گرفتند و نام آن را به نیویورک تغییر دادند، به افتخار دوک یورک. این شهر در طول انقلاب آمریکا نقش مهمی ایفا کرد و به عنوان میدان نبرد و سپس به عنوان اولین پایتخت ایالات متحده بود. قرن ۱۹ شاهد ورود گسترده مهاجران، به ویژه از اروپا، بود که نیویورک را به یک مرکز فرهنگی تبدیل کرد.
ساخت نمادهای معروفی مانند مجسمه آزادی در سال ۱۸۸۶ نماد امید برای بسیاری از تازه‌واردان بود. قرن ۲۰ چالش‌هایی مانند رکود بزرگ و جنگ جهانی دوم را به همراه داشت، اما همچنین رشد و نوآوری‌های قابل توجهی را به ارمغان آورد. امروزه، نیویورک سیتی به خاطر محله‌های متنوع، موزه‌های جهانی و به عنوان یک مرکز مالی جهانی، مد و سرگرمی شناخته می‌شود که آن را به مکانی جذاب تبدیل کرده است.
آغاز جنگ جهانی دوم مقدمات رشد همه‌جانبه نیویورک را فراهم کرد، در پی ممنوعیت آفرینش‌های هنری در کشورهای دیکتاتوری اروپایی به خصوص کشورهای تحت اشغال شوروی، هنرمندان به سمت غرب گریختند، این مهاجرت اجباری موقعیت مناسبی را برای انتقال مرکز هنری از پاریس و وین به شهر نیویورک فراهم کرد، موقعیتی که تسلط قاطع ایالات متحده را تا اواخر دهه ۱۹۷۰ بر جریانات عمده هنری حفظ کرد، مهاجرت بهترین نوابغ موسیقی اتریش و فرانسه به آمریکا به خصوص نیویورک باعث تسلط کامل ایالات متحده آمریکا بر فعالیت‌های هنری و موسیقی شد، جنگ جهانی دوم و خرابی‌های گسترده در سراسر اروپا منجر به جذب سرمایه‌های جدید و سرگردان و نیروی کار فراوان به این شهر شد عاملی که به توسعه اقتصادی و رونق صنایع و کارخانجات نیویورک انجامید، در سال ۱۹۵۲ و با احداث مقر دائمی سازمان ملل متحد در نیویورک این شهر عملاً به مهم‌ترین شهر در عرصه دیپلماسی بین‌المللی تبدیل شد.
در سال‌های بعد نیز این شهر شاهد اتفاقاتی تاریخ ساز بود، نیویورک و برج‌های تجارت جهانی مهم‌ترین اهداف حملات تروریستی ۱۱ سپتامبر در سال ۲۰۰۱ بودند، واقعه‌ای که در سال‌های بعد نیز تأثیرهای خود را بر مناسبات جهانی نشان داد.

## جاذبه‌های فرهنگی

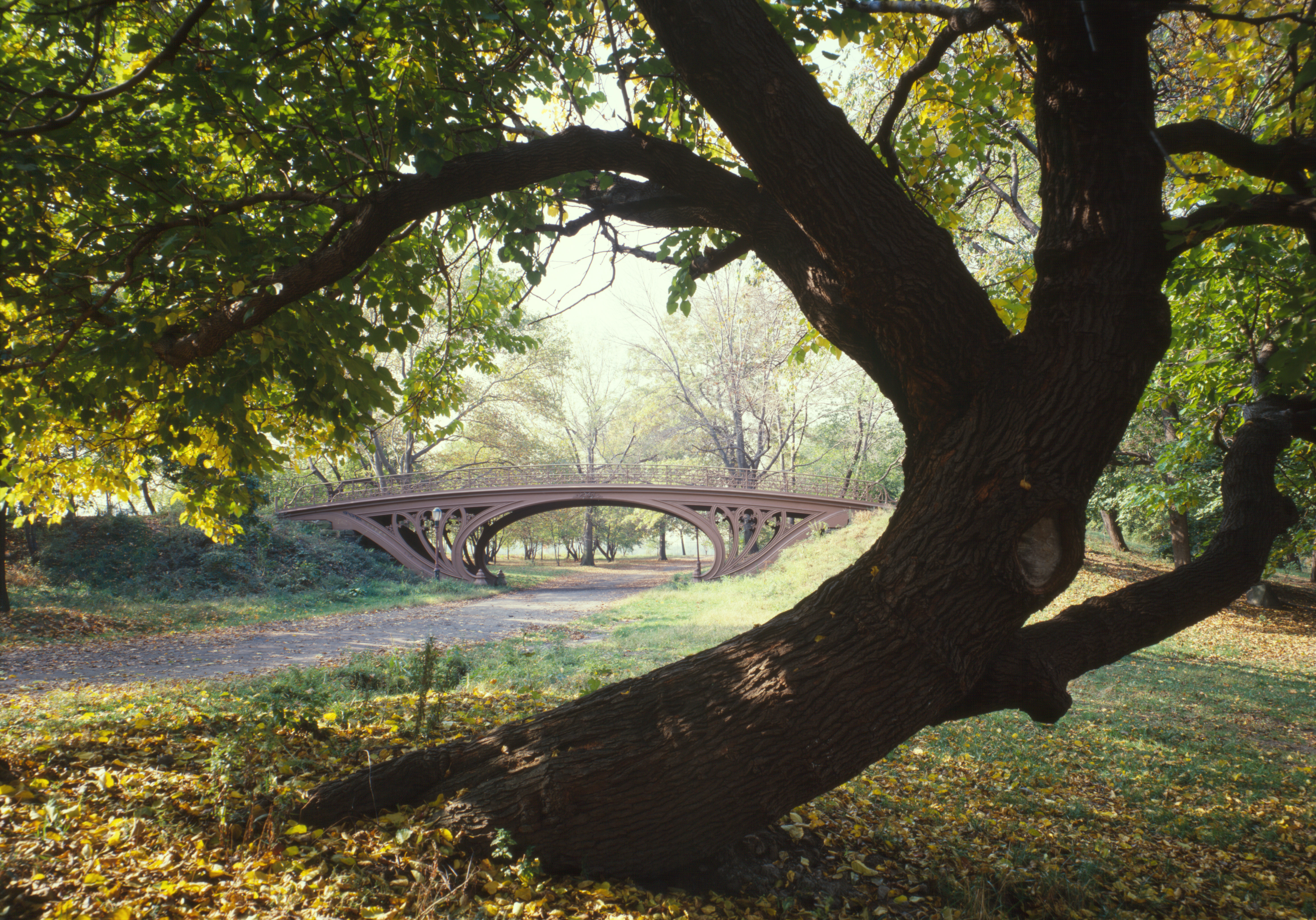
پارک مرکزی نیویورک نخستین پارک مدرن ایالات متحده آمریکا

شهر نیویورک دارای جاذبه‌های فرهنگی در سطح جهانی بسیاری است. مجسمه آزادی هدیه‌ای است که از طرف فرانسه به این شهر داده شد که هر ساله پذیرای بسیاری از جهانگردان است. پارک مرکزی نیویورک محلی‌ست که شاید گرانترین زمین‌های شهر نیویورک در دور تا دور آن قرار دارند. پارک مرکزی نیویورک با مساحت ۳۴۲ هکتار از بزرگ‌ترین پارک‌های درون‌شهری جهان است که سالانه حدود ۲۵ میلیون نفر از آن دیدن می‌کنند. این پارک بزرگ محل برگزاری مسابقات و نمایشهای زیادی در طول سال نیز می‌باشد. در نزدیکی پارک ساختمان داکوتا دارای سابقه‌ای تاریخی برای فرهنگ کشور آمریکا قرار دارد. کتابخانه عمومی شهر نیویورک از بزرگ‌ترین کتابخانه‌های عمومی جهان است و موزه گوگنهایم، موزه تاریخ طبیعی آمریکا، و موزه متروپولیتن نیویورک که در مجاورت سنترال پارک قرار دارد محتویاتی دارند که در جهان نظیرشان را نمی‌توان یافت. همچنین از موزه هنر مدرن که در بخش منهتن قرار دارد، به عنوان تأثیرگذارترین موزه مرتبط با هنرهای مدرن در جهان یاد می‌شود. از دیگر موزه‌های مهم نیویورک می‌توان به موزه ویتنی در منهتن جنوبی اشاره کرد که مجموعهٔ بزرگ و کم‌نظیری از هنر معاصر آمریکا را در خود جای داده است.

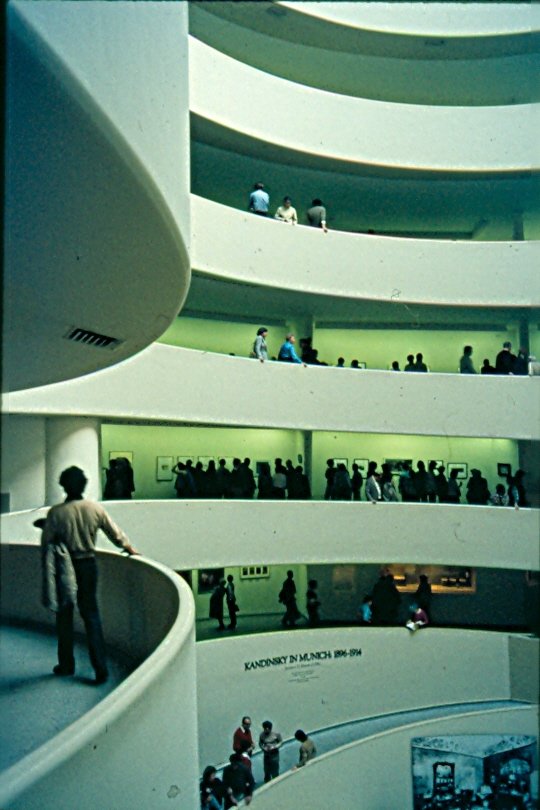
نمای داخلی موزه گوگنهایم

سالن اپرای متروپولیتن نیویورک یکی از دوازده مؤسسه بزرگ فرهنگی مرکز هنرهای نمایشی لینکلن در نیویورک است. اما بسیاری از گردشگران روز را در تایمز اسکویر و نمایش‌های خیابان برادوی سپری می‌کنند و شب را به تماشای مسابقات تیم هاکی نیویورک رنجرز و تیم بسکتبال نیویورک نیکز درون مدیسون اسکویر گاردن یا نیویورک یانکیز درون استادیوم یانکی سپری می‌کنند. البته «کلوپ‌های شبانه» و استادیوم‌های ورزشی شهر نیویورک به وفور شاهد برگزاری کنسرت‌های فراوانی از گروه‌های مشهور موسیقی آمریکایی و جهانی است.
به دلیل وفور آسمان‌خراش و افق معروف شهر، بسیاری از فیلم‌های هالیوودی در این شهر فیلمبرداری می‌شود.
پیتزای نیویورکی از غذاهای محبوب نیویورکی‌ها است. اما با اینهمه شهر نیویورک از لحاظ تنوع شهری بی‌نظیر است. در این شهر جمعیت قابل توجهی از ایرانیان نیز زندگی می‌کنند.

### ایرانیان نیویورک
به همّت گروهی از فعالان جامعه ایرانیان نیویورک، از سال ۲۰۰۵، هرساله به مناسبت عید نوروز، رژه‌ای با نام رژه نوروزی ایرانیان نیویورک (به انگلیسی: NY Persian Parade) در خیابان‌های نیویورک برگزار می‌شود که در آن هزاران تن از ایرانیان و دیگر اقوامی که عید نوروز را جشن می‌گیرند، در خیابان‌های معین‌شده‌ای از منهتن به جشن و پایکوبی می‌پردازند.
همچنین مرکز یکی از بزرگ‌ترین و جامع‌ترین پروژه‌های ایران‌شناسی به نام دانشنامه ایرانیکا نیز در این شهر و در دانشگاه کلمبیا قرار دارد.

## ترابری

### فرودگاه‌ها
فضای هوایی نیویورک شلوغ‌ترین در ایالات متحده و یکی از پرازدحام‌ترین کوریدورهای حمل و نقل در جهان است. ۳ فرودگاه بسیار شلوغ در نیویورک شامل فرودگاه بین‌المللی جان اف کندی، فرودگاه بین‌المللی لیبرتی نیوآرک و فرودگاه لاگواردیا است. ۱۳۰٫۵ میلیون مسافر در سال ۲۰۱۶ از این ۳ فرودگاه استفاده نمودند. نقشه‌هایی برای گسترش حجم مسافران در چهارمین فرودگاه، فرودگاه بین‌المللی استیوارت در حال انجام است. دیگر فرودگاه‌های تجاری جهت خدمت‌رسانی به شهر بزرگ نیویورک عبارت از فرودگاه لانگ آیلند مک‌آرتور، فرودگاه ترنتون-مرسر و فرودگاه شهرستان وستچستر هستند.

### اتوبوس
ناوگان اتوبوس‌های عمومی شهر نیویورک ۲۴ ساعته کار می‌کند و بزرگ‌ترین در آمریکای شمالی است.

### مترو
متروی نیویورک سیتی در سال ۱۹۰۴ تأسیس شده و هم‌اکنون دارای ۳۴ خط و ۴۶۹ ایستگاه است، این مترو دارای بیشترین ایستگاه در بین دیگر متروهای جهان است. همچنین راه‌آهن استیتن آیلند با ۱ خط و ۲۲ ایستگاه و پی‌ای‌تی‌اچ (مترو) با ۴ خط و ۱۳ ایستگاه از دیگر سامانه‌های ترابری ریلی در نیویورک است.

### خیابان‌ها و بزرگراه‌ها
علیرغم وابستگی شدید نیویورک به سیستم حمل و نقل عمومی گسترده، خیابان‌ها یکی از ویژگی‌های مشخص شهر هستند. طرح کمیسرها در سال ۱۸۱۱ بر توسعه فیزیکی شهر تأثیر زیادی گذاشت. چندین خیابان شهر، از جمله برادوی، وال استریت، خیابان مدیسون و خیابان هفتم نیز به عنوان مترونی برای صنایع ملی در آنجا استفاده می‌شوند: سازمان‌های تئاتر، امور مالی، تبلیغات و مد.
شهر نیویورک همچنین دارای شبکه گسترده‌ای از بزرگراه‌ها و پارک‌هایی است که بخش‌های شهر را به یکدیگر و از طریق پل‌ها و تونل‌های مختلف به شمال جرسی، شهرستان وستچستر، لانگ آیلند و جنوب غربی کنتیکت متصل می‌کند. از آنجایی که این بزرگراه‌ها به میلیون‌ها نفر از ساکنان بخش‌های بیرونی و حومه شهر که به منهتن رفت و آمد می‌کنند، خدمات رسانی می‌کنند، بسیار معمول است که رانندگان ساعت‌ها در ازدحام ترافیک که یک اتفاق روزمره است، به‌ویژه در ساعات شلوغی سرگردان شوند. شهر نیویورک همچنین به دلیل قوانین خود در مورد چرخش در چراغ قرمز مشهور است. برخلاف بقیه ایالات متحده، ایالت نیویورک برای کاهش تصادفات ترافیکی و افزایش ایمنی عابران پیاده، چرخش قرمز به راست یا چپ را در شهرهایی با جمعیت بیش از یک میلیون نفر ممنوع کرده است؛ بنابراین، در شهر نیویورک، همه پیچ‌ها در چراغ‌های قرمز غیرقانونی هستند، مگر اینکه علامتی وجود داشته باشد که اجازه چنین مانورهایی را می‌دهد.

## ورزش
شهر نیویورک دارای تیم‌های ورزشی‌ای است که در هر چهار لیگ اصلی آمریکای شمالی حضور دارند. مرکز تمامی این تیم‌ها شهر نیویورک است.
نیویورک یکی از مناطق معدودی در ایالات متحده آمریکا است که همچنان بازی بیسبال، بازی اول شهروندانش محسوب می‌شود و پس از بیسبال، بازی‌های فوتبال آمریکایی، بسکتبال و هاکی طرفداران بی‌شماری دارند. تاکنون تیم‌های بیسبال نیویورک توانسته‌اند با ثبت رکوردی بی‌همتا چهارده بار مسابقات قهرمانی جهان (ورلد سریز) را برگزار کنند. نیویورک یکی از چهار کلان‌شهر ایالات متحده آمریکا است که در لیگ برتر بیسبال آمریکا، دارای دو نماینده است.
دو تیم بیسبال شهر نیویورک که در لیگ سراسری بیسبال آمریکا شرکت دارند، عبارتند از نیویورک یانکیز و نیویوک متس که در هر فصل لیگ، شش بار در مقابل یکدیگر بازی می‌کنند.
تیم بیسبال نیویورک یانکیز تاکنون ۲۶بار قهرمان لیگ برتر بیسبال شده است که آن را به پرآوازه‌ترین تیم در تاریخ بیسبال مبدل می‌کند. تیم بیسبال نیویورک متس نیز تاکنون ۲بار قهرمان لیگ برتر بیسبال شده است. نیویورک همچنین زمانی خانه تیم‌های سان‌فرانسیسکو جاینتز که سابقاً نیویورک جاینتز نامیده می‌شد و همچنین تیم لس‌آنجلس داجرز که سابقاً بروکلین داجرز نامیده می‌شدند، هست. هر دو تیم در سال ۱۹۵۸ میلادی به ایالت کالیفرنیا منتقل شدند.
همچنین دو تیم بیسبال از شهر نیویورک به نام‌های استیتن آیلند یانکیز و بروکلین سایکلونز در لیگ دسته یک بیسبال (minor league) حضور دارند. نیویورک به‌وسیله تیم‌های نیویورک جاینتز و نیویورک جتز در لیگ حرفه‌ای فوتبال آمریکایی نمایندگی می‌شود. ورزشگاه خانگی هر دو تیم، استادیوم جاینتز نام دارد که در نزدیکی نیوجرسی واقع شده است. تیم هاکی روی یخ نیویورک رنجرز، نماینده شهر نیویورک در لیگ ملی هاکی است. در فوتبال، نیویورک به‌وسیله تیم نیویورک رد بولز در لیگ حرفه‌ای فوتبال نمایندگی می‌شود. تیم فوتبال رد بول، بازی‌های خانگی خود را در استادیوم جاینتز برگزار می‌کند. در بسکتبال، تیم نیویورک نیکز نماینده شهر نیویورک در اتحادیه ملی بسکتبال است و در اتحادیه ملی بسکتبال زنان، تیم نیویورک لیبرتی است. راکر پارک در محله هارلم، زمین بسکتبالی است که بسیاری از بسکتبالیست‌های حرفه‌ای ان‌بی‌ای در آن در طول لیگ تابستانی ان‌بی‌ای بازی می‌کنند.
نیویورک به عنوان شهری جهانی، میزبان مسابقات مهم و پُرآوازه‌ای است. از آنجمله می‌توان به مسابقات تنیس آزاد آمریکا (US Open) اشاره کرد که یکی از چهار مسابقه اصلی قهرمانی تنیس (گرند اسلم) است، در منطقه کوینز برگزار می‌شود. مسابقات دو ماراتون نیویورک سیتی، بزرگ‌ترین مسابقه دو ماراتون در جهان است. مسابقات میلروز که مسابقات دو سرعت است، هر ساله در داخل مدیسون اسکویر گاردن اجرا می‌شود و بارها رکورد قهرمانی جهان در این مسابقات شکسته شده است. مسابقات بوکس نیز دارای طرفداران بسیاری زیادی است که هر ساله در مدیسون اسکویر گاردن انجام می‌شود.
بسیاری از ورزش‌ها توسط مهاجرین به نیویورک آورده شدند و رفته رفته و در طول زمان به قسمتی از فرهنگ جامعه نیویورک تبدیل شدند. به عنوان نمونه می‌توان به بازی استیک‌بال اشاره کرد که کپی خیابانی بازی بیسبال است. این بازی در دهه ۱۹۳۰ در مناطق کارگر نشین نیویورک و در میان جوامع ایتالیایی، ایرلندی و آلمانی مهاجر رواج یافت و تا امروز طرفداران بسیاری دارد. در سال‌های اخیر، بازی کریکت نیز در بسیاری از پارک‌های نیویورک توسط جامعه مهاجرین از جنوب آسیا بازی می‌شود. از القاب نیویورک می‌توان به «بزرگ‌ترین زمین بازی جهان» اشاره کرد که اشاره‌ای است به رواج فوق‌العاده ورزش‌های خیابانی که توسط همه سنین در این شهر انجام می‌شود.

## اقتصاد
قلب تجاری ایالات متحده آمریکا در شهر نیویورک واقع است. مرکز تجارت جهانی در ناحیه منهتن قرار داشت. همچنین فرودگاه بین‌المللی جان اف کندی، یکی از سه فرودگاه بین‌المللی شهر نیویورک است. درحالی‌که روزنامه اقتصادی وال استریت ژورنال در این شهر چاپ می‌شود، نبض تجارت سهام کشور در خیابان وال استریت و در بازار بورس نیویورک و بورس الکترونیکی نزدک تپش می‌کند.
در سال ۲۰۱۷، تولید ناخالص داخلی شهر نیویورک به تنهایی برابر با ۱٫۷۳ تریلیون دلار بوده است که در صورت قرارگیری این شهر در فهرست کشورها بر پایه تولید ناخالص داخلی، رتبهٔ دوازدهم و بالاتر از کشورهایی نظیر اسپانیا و روسیه خواهد داشت.

## آموزش

### آموزش ابتدایی و متوسطه
سیستم مدارس دولتی شهر نیویورک که توسط اداره آموزش و پرورش شهر نیویورک مدیریت می‌شود، بزرگ‌ترین سیستم مدارس دولتی در ایالات متحده است که به حدود ۱٫۱ میلیون دانش آموز در بیش از ۱۷۰۰ مدرسه ابتدایی و متوسطه جداگانه خدمات ارائه می‌دهد. سیستم مدارس دولتی این شهر شامل ۹ دبیرستان تخصصی برای خدمت به دانش آموزان با استعداد تحصیلی و هنری است. دولت شهر به مدارس دولتی پلهام پول می‌دهد تا بخش بسیار کوچکی از برانکس را آموزش دهند.

### آموزش عالی و تحقیقات
بیش از یک میلیون دانشجو، که بیشترین تعداد در بین شهرهای ایالات متحده است، در بیش از ۱۲۰ مؤسسه آموزش عالی شهر نیویورک ثبت نام کرده‌اند و بیش از نیم میلیون نفر در سیستم دانشگاه نیویورک (CUNY) هستند. بر اساس رتبه‌بندی دانشگاهی دانشگاه‌های جهان، نیویورک به‌طور متوسط دارای بهترین موسسات آموزش عالی در بین شهرهای جهان است. سیستم عمومی دانشگاه نیویورک از بزرگ‌ترین دانشگاه‌های کشور است که شامل ۲۵ مؤسسه در هر پنج ناحیه است: کالج‌های ارشد، کالج‌های محلی و سایر مدارس فارغ‌التحصیل/حرفه ای. سیستم عمومی دانشگاه ایالتی نیویورک (SUNY) شامل پردیس‌هایی در شهر نیویورک است، از جمله: دانشگاه علوم بهداشتی، مؤسسه فناوری مد، کالج دریایی، و کالج بینایی‌سنجی.
شهر نیویورک دارای دانشگاه‌های خصوصی قابل توجهی مانند کالج بارنارد، دانشگاه کلمبیا، کوپر یونیون، دانشگاه فوردهام، دانشگاه نیویورک، موسسه فناوری نیویورک، دانشگاه راکفلر، و دانشگاه یشیوا است. تعدادی از این دانشگاه‌ها در بین دانشگاه‌های برتر جهان رتبه‌بندی می‌شوند، در حالی که برخی از معتبرترین موسسات جهان مانند دانشگاه پرینستون و دانشگاه ییل در منطقه شهری نیویورک باقی مانده‌اند. بسیاری از تحقیقات علمی در این شهر در زمینه پزشکی و زیست‌شناسی انجام می‌شود. در سال ۲۰۱۹، منطقه کلان‌شهر نیویورک بر اساس سهم مقالات منتشر شده در زیست‌شناسی، رتبه اول را در فهرست شهرها و مناطق کلانشهری کسب کرد. شهر نیویورک دارای بیشترین مدرک تحصیلات تکمیلی زیست‌شناسی است که سالانه در ایالات متحده اعطا می‌شود، با ۱۲۷ برنده جایزه نوبل که تا سال ۲۰۰۵ ریشه در موسسات محلی داشتند.

## مراکز علمی-فرهنگی
- دانشگاه شهری نیویورک
- دانشگاه کلمبیا
- دانشگاه نیویورک
- دانشگاه راکفلر
- مرکز سرطان مموریال اسلون کترینگ
- مدرسه پزشکی آیکان در مانت ساینای
- نهاد عکاسی نیویورک

## شهرهای خواهر
نیویورک دارای ده شهر خواهر است که به همراه تاریخ پیوستن در زیر آمده است:
| - توکیو، ژاپن (۱۹۶۰) - پکن، چین (۱۹۸۰) - مادرید، اسپانیا (۱۹۸۲) - سانتا دومینگو، جمهوری دومینیکن (۱۹۸۳) - قاهره، مصر (۱۹۸۲) | - بوداپست، مجارستان (۱۹۹۲) - اورشلیم، اسرائیل (۱۹۹۳) - لندن، بریتانیا (۲۰۰۱) - ژوهانسبورگ، آفریقای جنوبی (۲۰۰۳) |

## نگارخانه

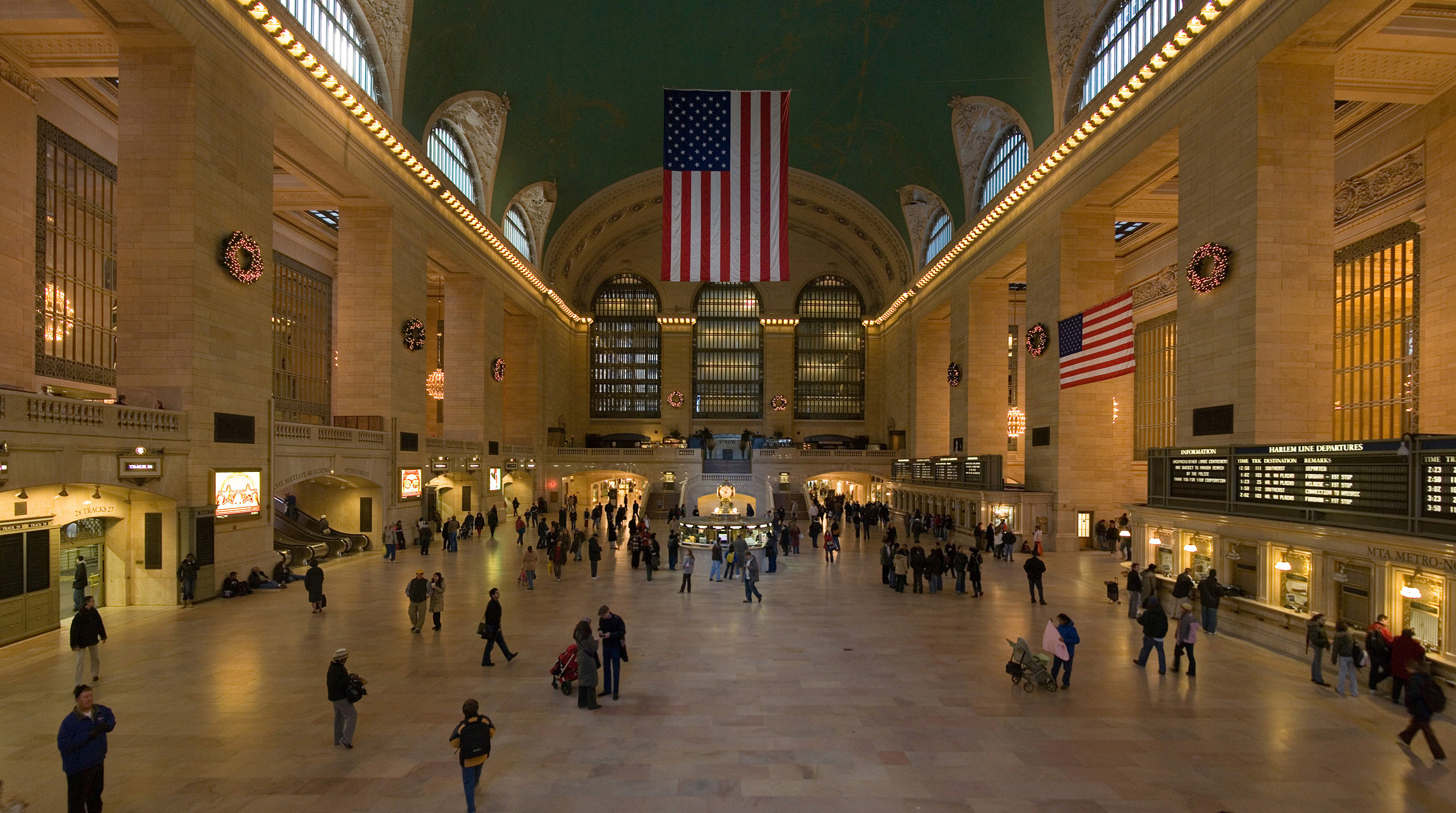
ایستگاه مرکزی قطار شهری نیویورک
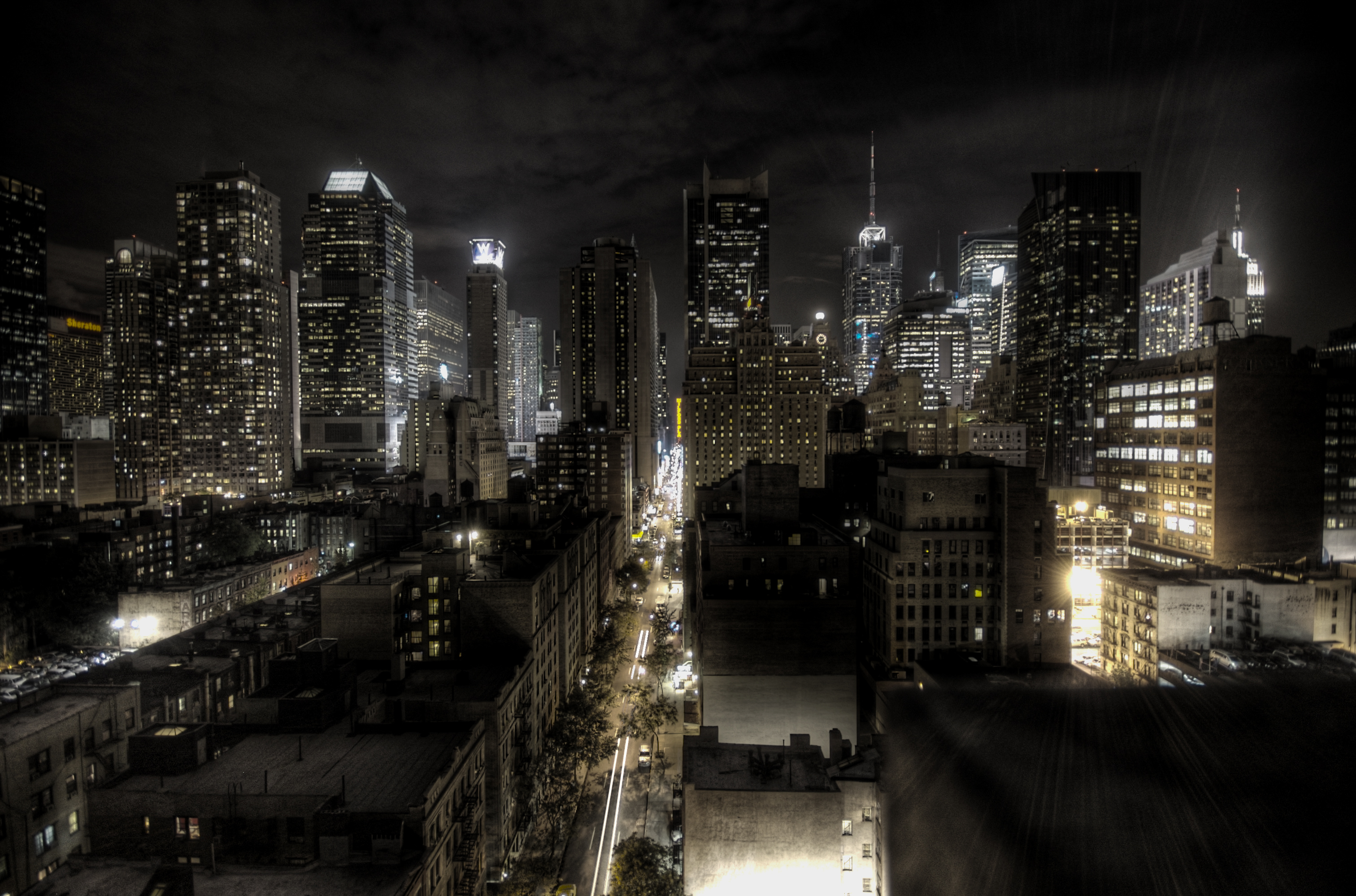
تصویری از نیویورک در شب به روش تصویربرداری دامنه دینامیک بالا
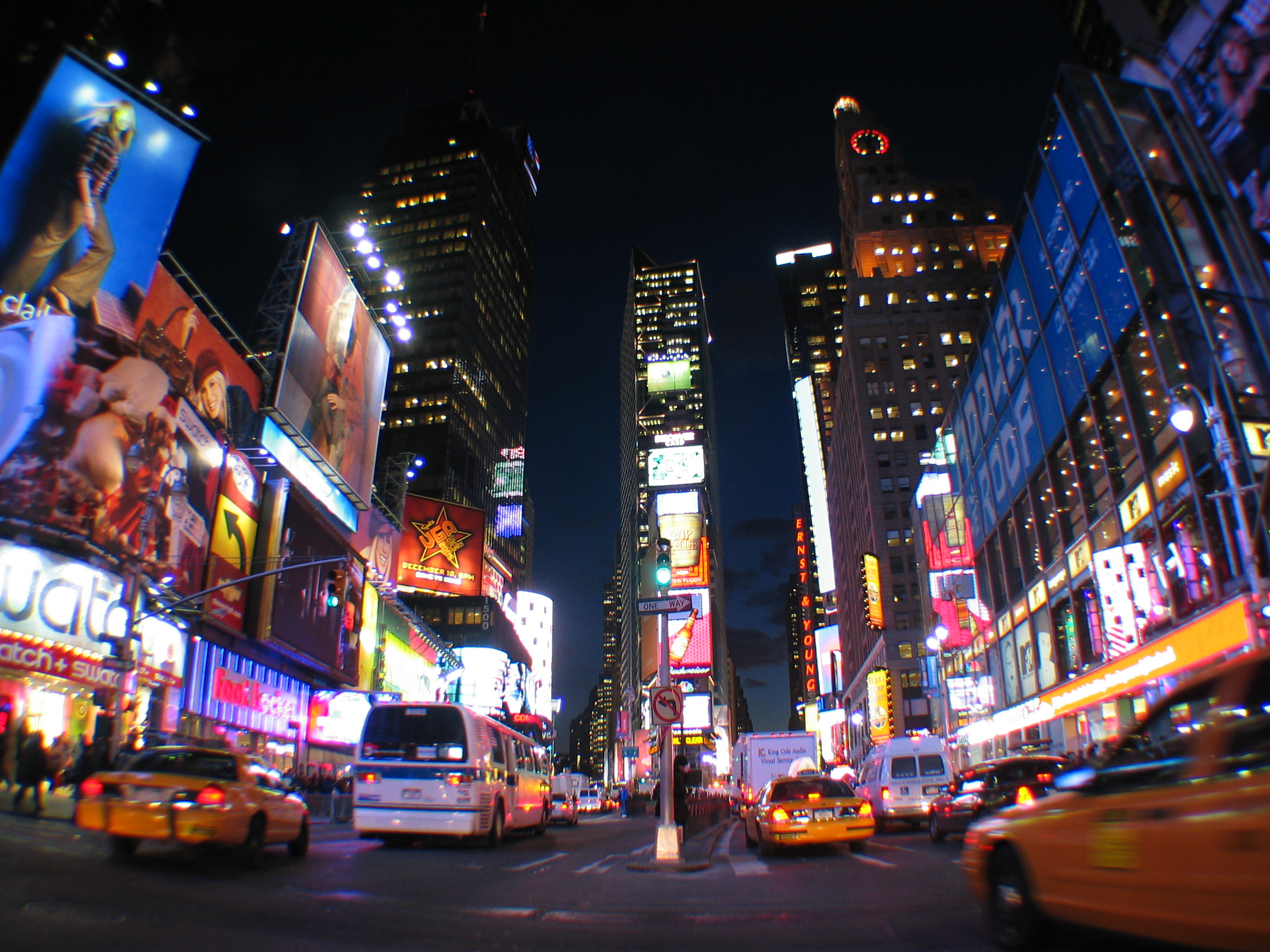
میدان تایمز
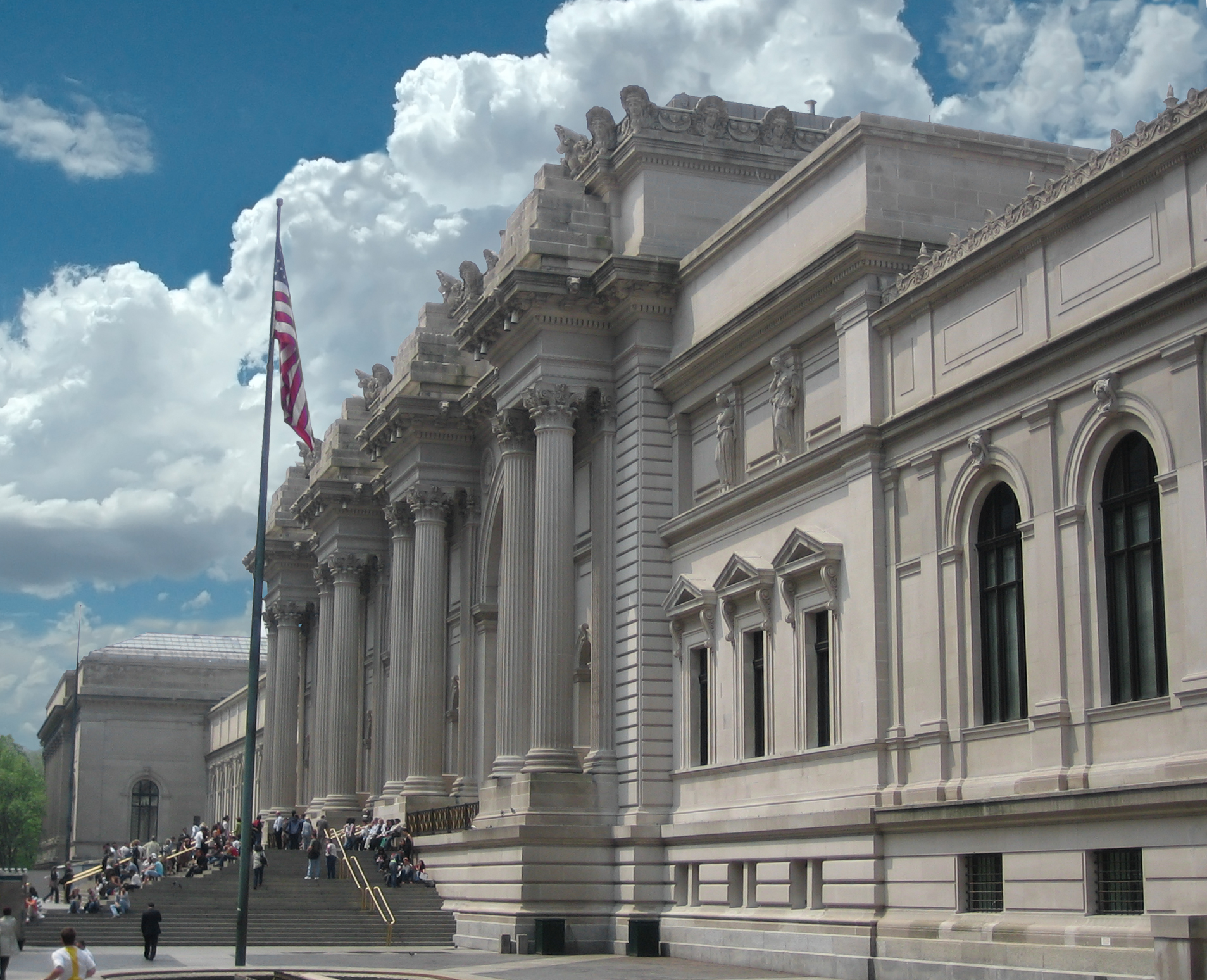
موزه متروپولیتن شهر نیویورک
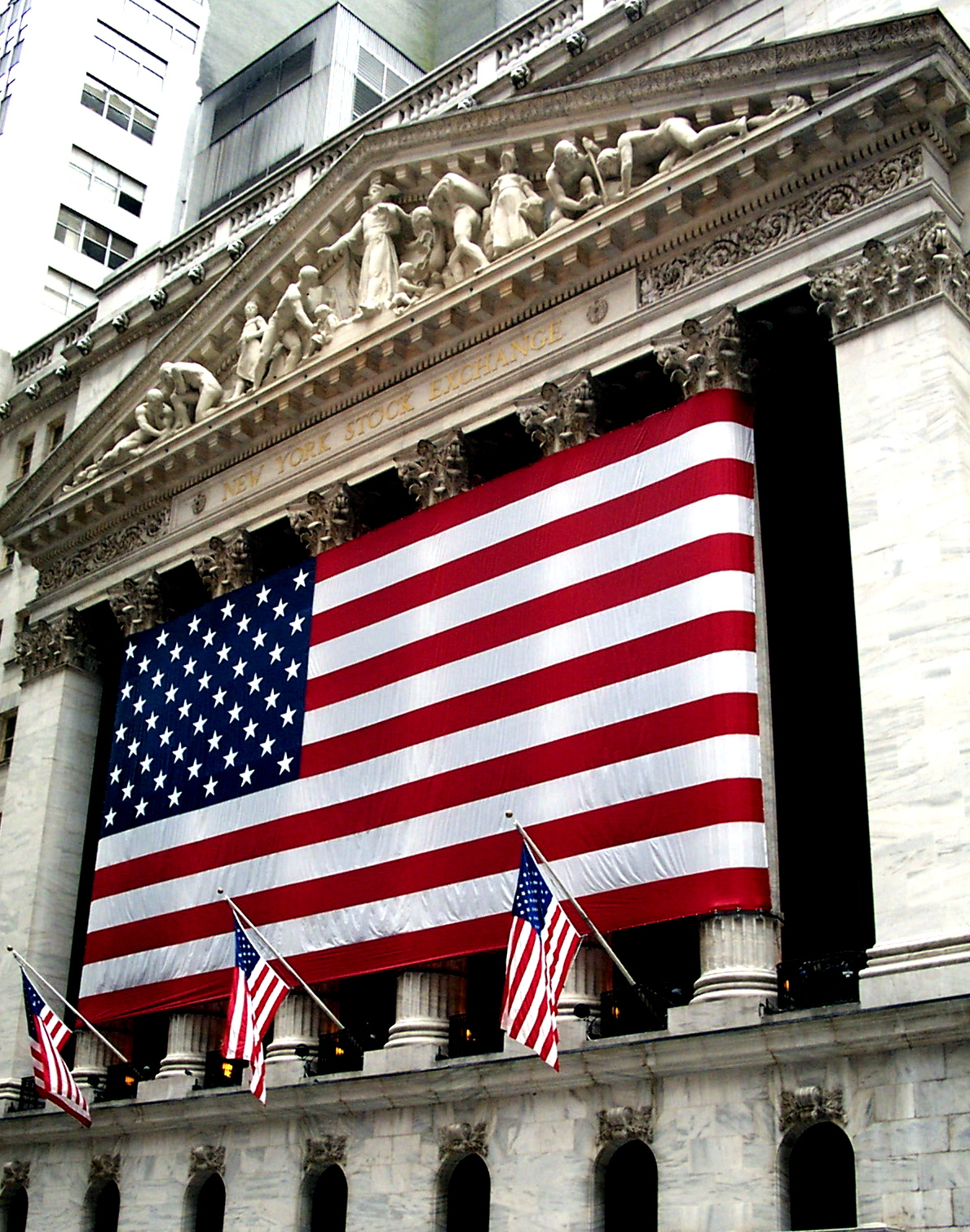
نمایی بیرونی از ساختمان بازار بورس نیویورک در خیابان وال استریت که بزرگترین بورس جهان در معاملات دلاری است
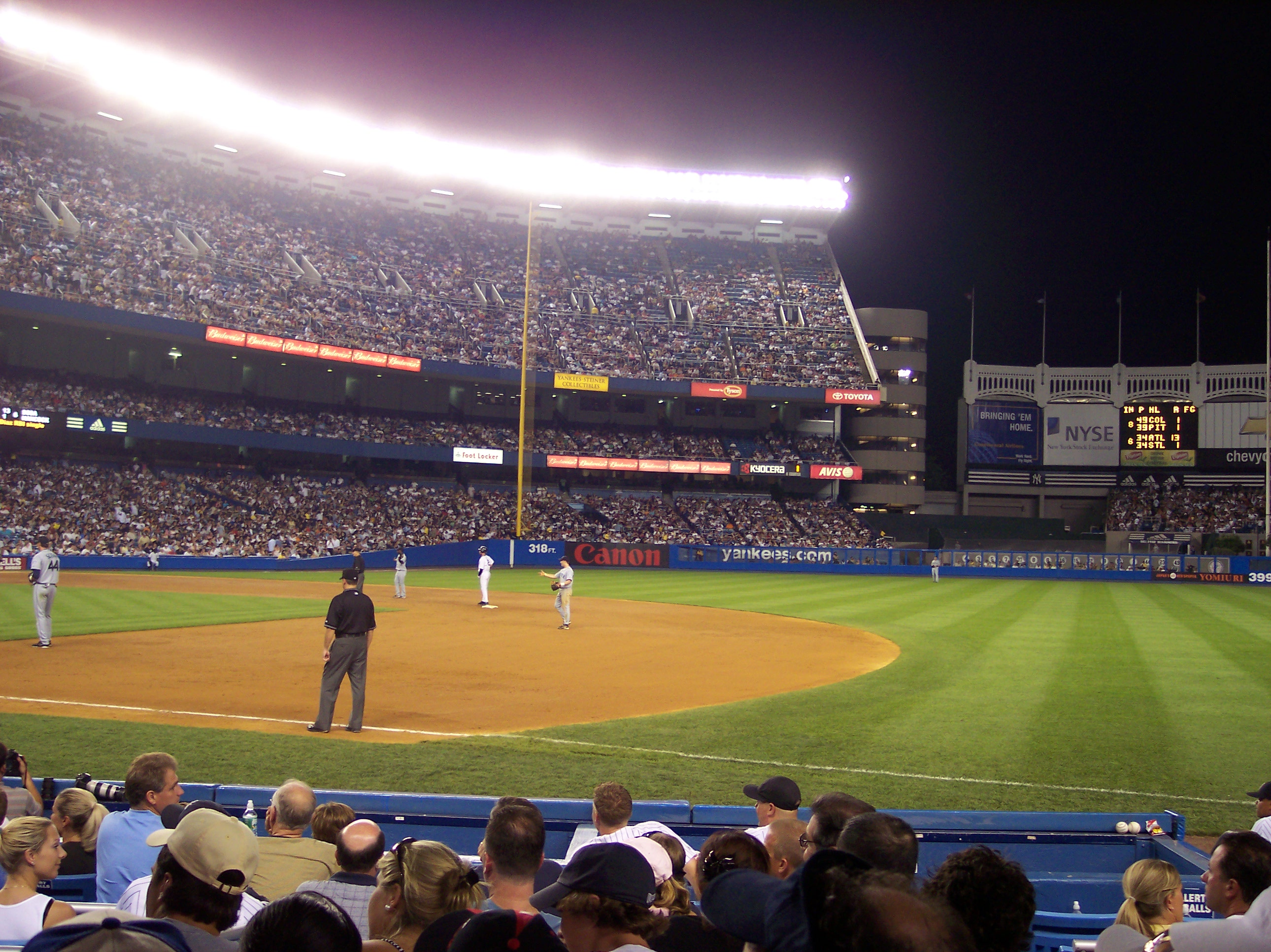
نمایی از استادیوم یانکی که خانهٔ تیم بیسبال نیویورک یانکیز، از محبوب‌ترین تیم‌های بیسبال در تاریخ این ورزش است.
نمایی از مجسمه آزادی که مشهورترین سمبُل آمریکا در جهان است
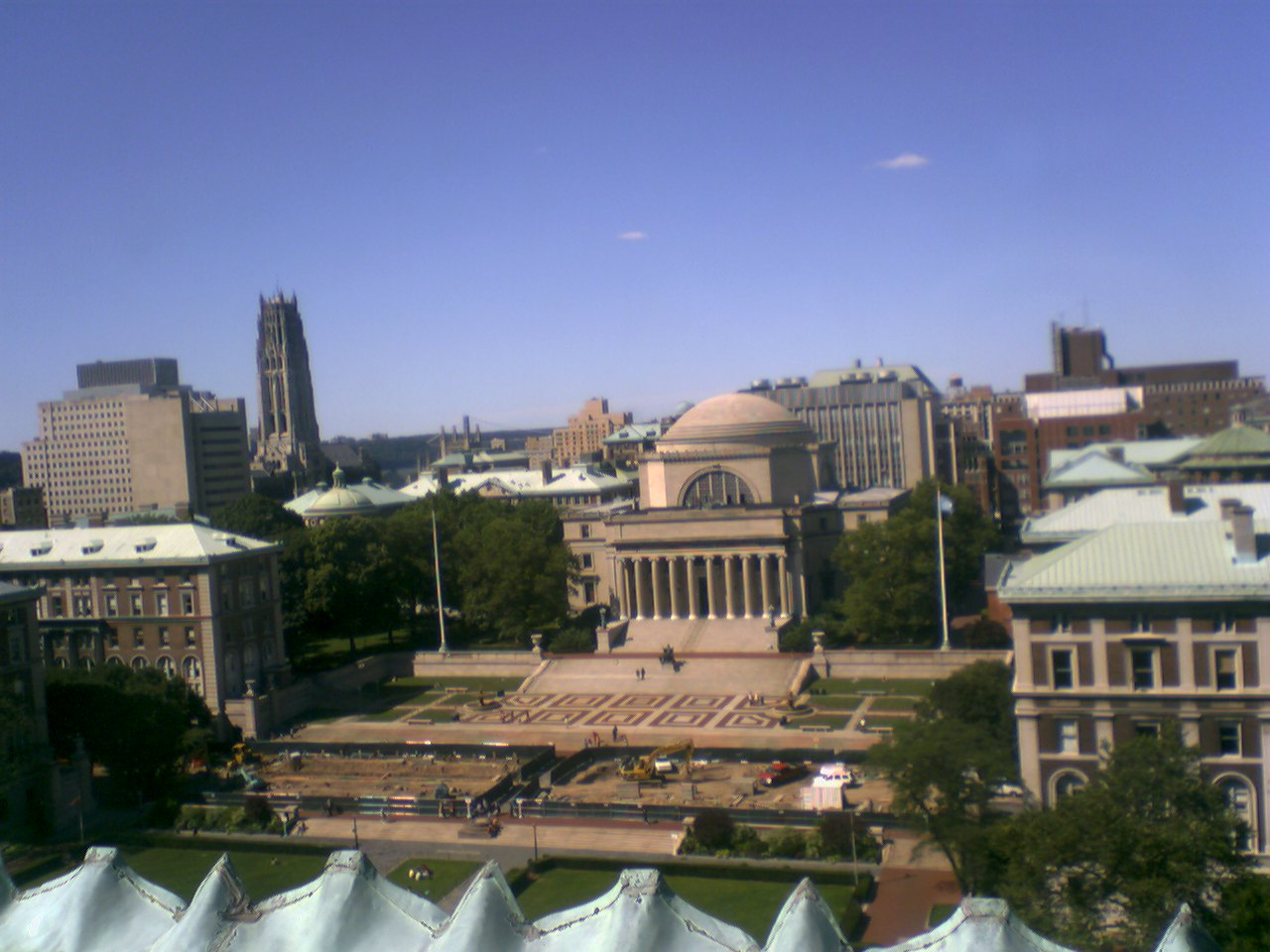
دانشگاه کلمبیا یکی از برجسته‌ترین دانشگاه‌های جهان است که در محله منهتن شهر نیویورک قرار دارد
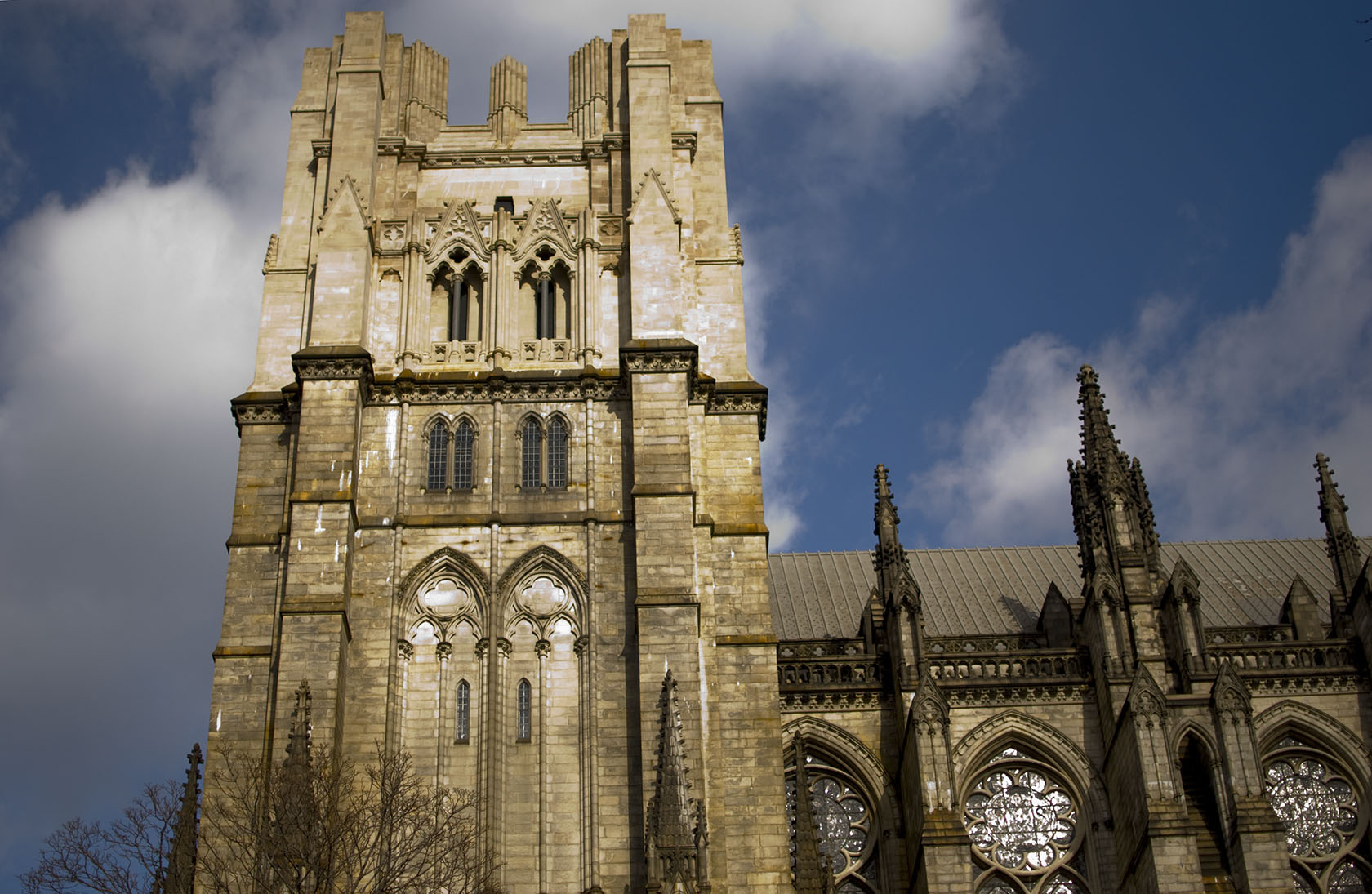
کلیسای جامع سنت جان در نیویورک قرار دارد.
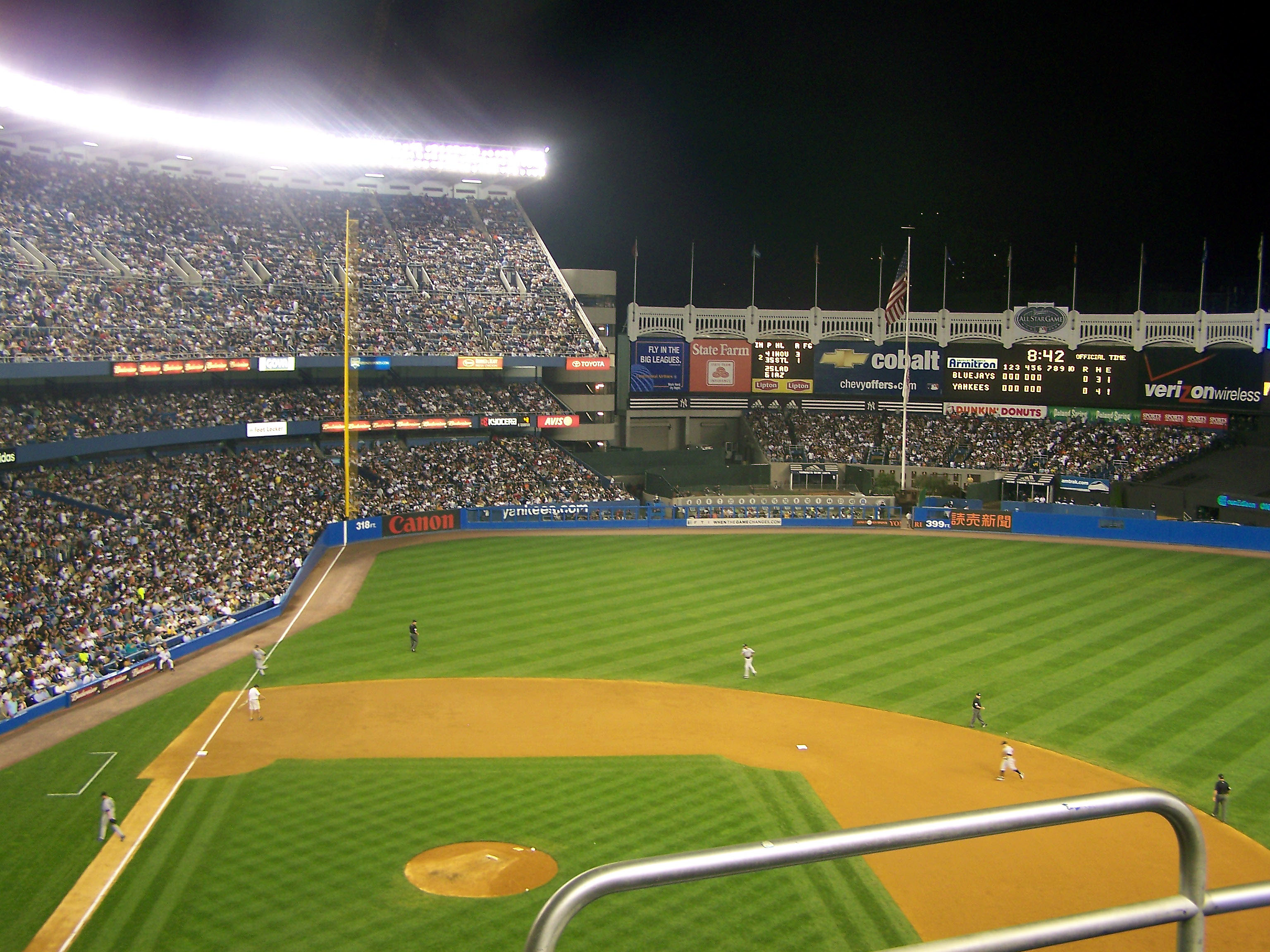
استادیوم یانکی، ورزشگاه خانگی تیم بیسیال نیویورک یانکیز
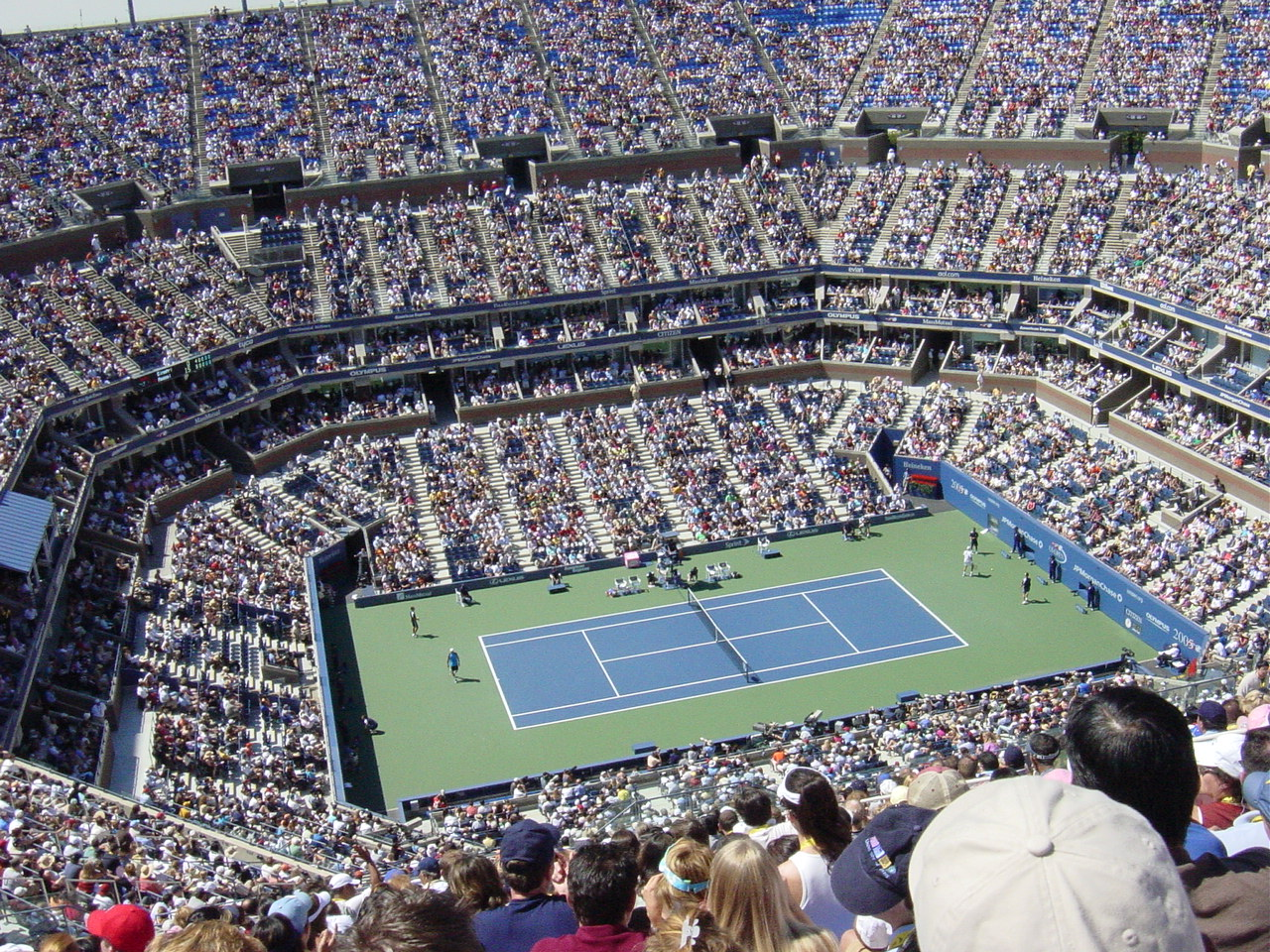
مسابقات تنیس آزاد آمریکا (US Open) آخرین و چهارمین گرنداسلم مهم جهان است که هر ساله در منطقه کوینز نیویورک برگزار می‌شود.
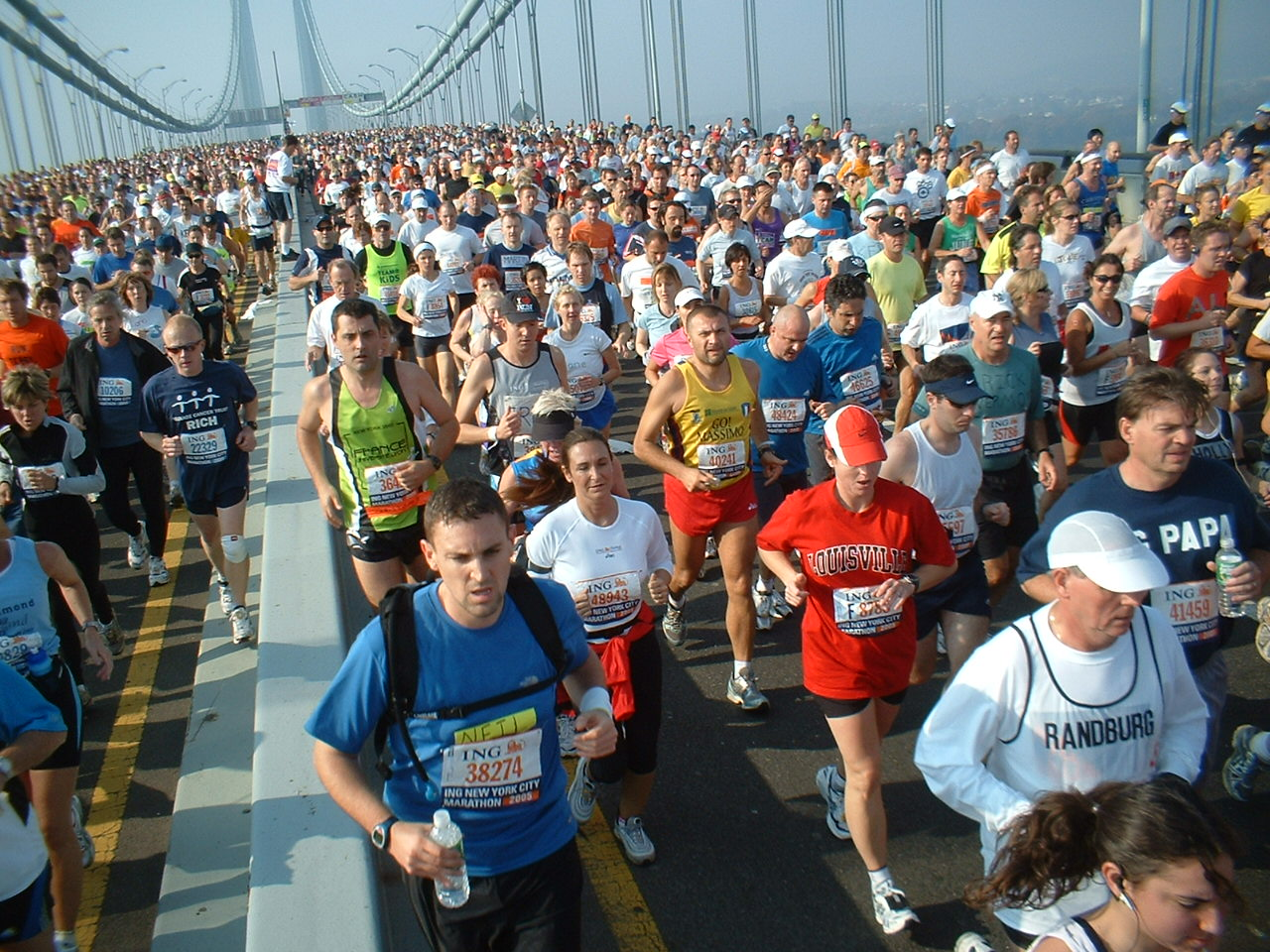
مسابقات دو ماراتون نیویورک سیتی، بزرگترین مسابقه دو ماراتون در جهان است.

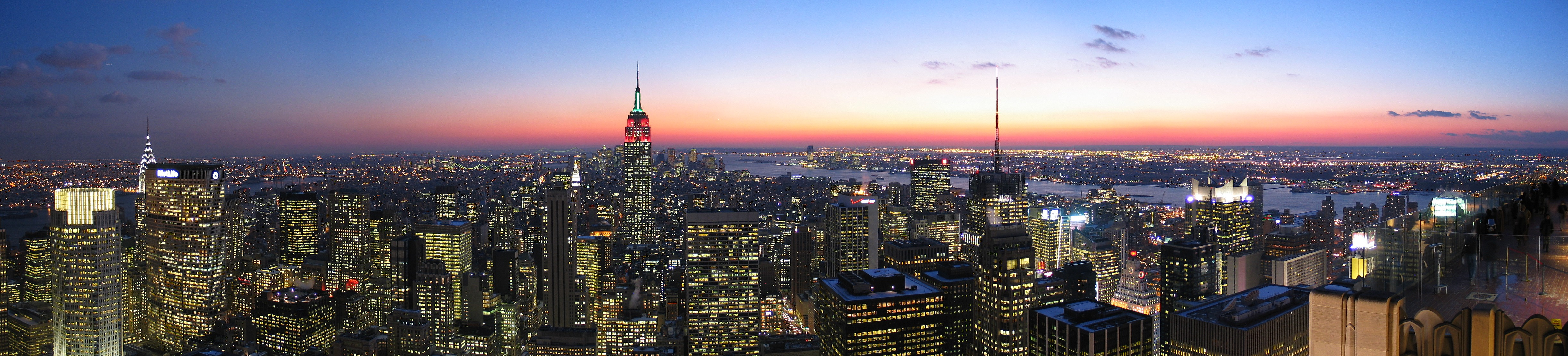
کلان‌شهر نیویورک بر سه ایالت کنتیکت، نیویورک، و نیوجرسی گسترده شده است.